# Paraphelenchus tritici
Paraphelenchus tritici är en rundmaskart. Paraphelenchus tritici ingår i släktet Paraphelenchus och familjen Paraphelenchidae. Inga underarter finns listade i Catalogue of Life.